# Mike Capuano
Mike Capuano, all'anagrafe Michael Everett Capuano (Somerville, 9 gennaio 1952), è un politico statunitense, membro della Camera dei Rappresentanti per lo stato del Massachusetts dal 1999 al 2019.

## Biografia
Nato in una famiglia di origini italiane e irlandesi, Capuano si laureò in legge e divenne avvocato.
Entrato in politica con il Partito Democratico, nel 1976 venne eletto all'interno del consiglio comunale di Somerville, due anni dopo si candidò alla carica di sindaco ma perse le elezioni; nel 1981 ci riprovò per la seconda volta e perse nuovamente. Nel 1989 si ricandidò per la terza volta e in questa occasione riuscì ad essere eletto.
Nel 1998 si candidò alla Camera dei Rappresentanti per il seggio lasciato vacante dal compagno di partito Joseph Patrick Kennedy II e riuscì a farsi eleggere deputato sconfiggendo nelle primarie il candidato favorito, l'ex sindaco di Boston e ambasciatore Raymond Flynn. Da allora Capuano venne riconfermato dagli elettori con alte percentuali di voto per i successivi nove mandati.
Nel 2010 si candidò al Senato ma perse le primarie contro Martha Coakley, che venne poi sconfitta dal repubblicano Scott Brown.
Nel 2018, ricandidatosi per un altro mandato da deputato, fu sconfitto nelle primarie da Ayanna Pressley e lasciò così il Congresso dopo vent'anni di servizio.
Mike Capuano, democratico liberale, durante la permanenza alla Camera fu membro del Congressional Progressive Caucus. Coniugato con Barbara Teebagy, è padre di due figli. Capuano è inoltre zio degli attori Chris e Scott Evans.